# Квинт Кассий Лонгин (консул)
Квинт Ка́ссий Лонги́н (лат. Quintus Cassius Longinus; умер в 164 году до н. э., Рим, Римская республика) — римский политический деятель из плебейского рода Кассиев, консул 164 года до н. э.

## Происхождение
Квинт Кассий принадлежал к незнатному плебейскому роду, представители которого, довольно нерегулярно носившие когномен Лонгин (Longinus), вошли в состав римского нобилитета в эпоху поздней Республики. Благодаря Капитолийским фастам известно, что отец и дед Квинта Кассия носили преномены Луций и Квинт соответственно. Вильгельм Друман предположил, что Квинт-дед — это военный трибун, который упоминается в источниках в связи с событиями 252 года до н. э.

## Биография
Первое упоминание о Квинте Кассии в сохранившихся источниках относится к 167 году до н. э. Тогда Лонгин занимал должность претора, причём ему достался наиболее престижный пост городского претора (praetor urbanus). В этом качестве он возглавлял приношение даров богам по случаю победы в Третьей Македонской войне. Когда взятого в плен царя Македонии Персея вместе с его сыновьями привезли в Италию, именно Квинт Кассий препроводил пленников в Альбу, где они должны были впредь жить по решению сената. Кроме того, Лонгин передал захваченные во время войны корабли иллирийцев жителям острова Коркира, а также городам Аполлония и Диррахий. Также на народном собрании он давал слово царю Вифинии Прусию I.
В 164 году до н. э., спустя положенные по закону Виллия три года, Квинт Кассий стал консулом совместно с патрицием Авлом Манлием Торкватом. Он умер до истечения полномочий, но, тем не менее, консул-суффект на его место избран не был.

## Потомки
По одной из версий, сыном Квинта Кассия был Луций Кассий Лонгин Равилла — консул 127 года до н. э., цензор 125 года до н. э. и предполагаемый предок всех последующих Кассиев Лонгинов.